# Som Catalans
Som Catalans (SOM) és un partit polític català xenòfob i independentista. Es va fundar la primavera del 2014 provinent d'una escissió catalanista de Plataforma per Catalunya.
El partit va ser fundat per la vigatana Ester Gallego i el valencià Enric Ravello. Ester Gallego havia militat a Esquerra Republicana de Catalunya als anys 90 i a Plataforma per Catalunya posteriorment. Enric Ravello havia militat a Cercle Espanyol d'Amics d'Europa, al Moviment Social Republicà i, posteriorment, a Plataforma per Catalunya, on va ser responsable de relacions internacionals.
Som Catalans s'inclou en el moviment identitari. A nivell internacional té relacions amb els partits Vlaams Belang de Flandes, la Lliga d'Itàlia, Aitheantas Éire d'Irlanda i el Casal Europa de Perpinyà, liderat per l'exmilitant del Front Nacional Llorenç Perrié.
Es va presentar a les eleccions municipals de 2015 de Vic sense obtenir-hi representació. Es va presentar a les eleccions municipals de 2019 de Llagostera, Sabadell, Sant Feliu de Guíxols i Ripoll sense obtenir representació enlloc.